# Самюель Онрубія
Самюель Онрубія  (фр. Samuel Honrubia, 5 липня 1986) — французький гандболіст, олімпійський чемпіон.

## Виступи на Олімпіадах
| Олімпіада   | Дисципліна | Місце |
| ----------- | ---------- | ----- |
| Лондон 2012 | гандбол    | 1     |

## Зовнішні посилання
- Досьє на sport.references.com